# Verfassungsgericht der Ukraine

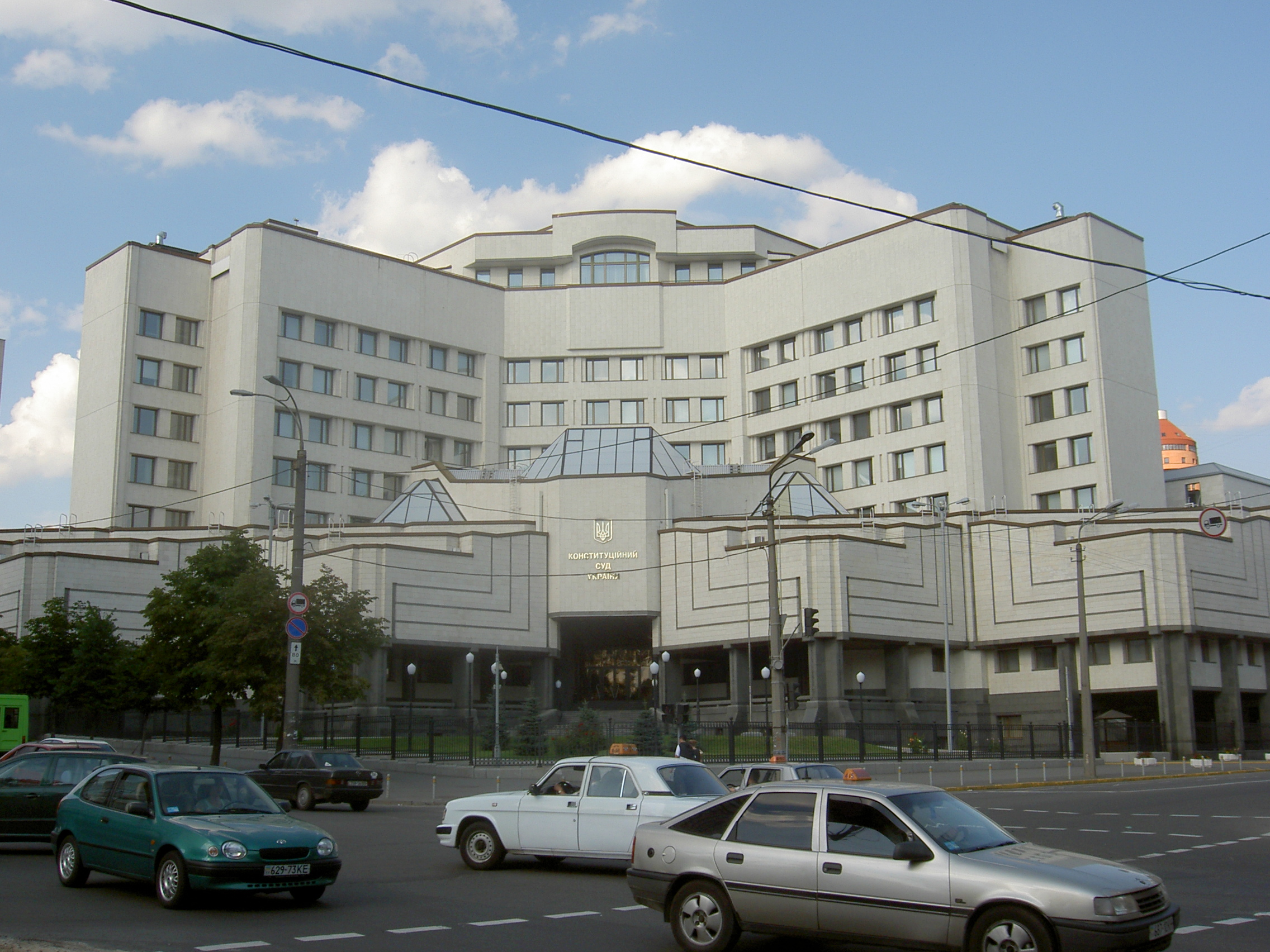
Gerichtsgebäude (2005)

Das Verfassungsgericht der Ukraine (ukrainisch Конституційний Суд України) ist das für die Verfassungsgerichtsbarkeit zuständige höchste Gericht der Ukraine.
Es hat seinen Sitz in Kiew.
Amtierender Vorsitzender ist seit Dezember 2020 der ehemalige Justizminister Serhij Holowatyj, der auch der Venedig-Kommission des Europarates angehört.

## Geschichte
Das Gericht wurde 1996 gegründet.